# Puente Pailas
Die Puente Pailas ist eine Brücke über den Río Grande im Departamento Santa Cruz im Osten Boliviens. Über die 1.400 Meter lange Straßenbrücke, zweitlängste in Bolivien, verläuft die Ruta 4. Die zweispurige Puente Pailas wurde im Januar 2009 eröffnet und gehört zum zentralen Teil des „bi-ozeanischen Korridors“, der Brasilien und Chile über Bolivien miteinander verbinden wird.
Der Bau begann am 29. November 2005 und wurde von der koreanischen Firma Sambu Construction durchgeführt. Der Fahrbahnträger besteht aus einem Spannbeton-Hohlkasten, der im Taktschiebeverfahren über die zwei Widerlager und die 23 Pfeiler aus Stahlbeton errichtet und vorgeschoben wurde.
Sie liegt 60 Kilometer östlich der Stadt Santa Cruz de la Sierra, zwischen der Landstadt Puerto Pailas im Westen und Pailón im Osten und nur 80 Meter oberhalb (südlich) der gegenwärtigen Eisenbahnbrücke, über die vor der Fertigstellung der neuen Brücke zusätzlich zum Schienenverkehr auch der Straßenverkehr in beide Richtungen fließen musste. 
Die Puente Pailas war bis zur Eröffnung der 2017 eröffneten, 40 m längeren Puente Banegas, die im Zuge des Ausbaus der Ruta 10 ebenfalls über den Rio Grande gebaut wurde, die längste Brücke Boliviens.